# Овес щетинястий
Овес щетинястий, овес щетинистий, вівсюг щетинистий (Avena strigosa) — вид рослин родини тонконогові.

## Назва
Родова назва походить від слова avare — бути здоровим, оскільки вівсюговим зерном лікували багато хвороб. В англійській мові називають «похилений овес» (англ. lopsided oat), «щетинистий овес» (англ. bristle oat) чи «чорний овес» (англ. black oat).

## Будова
Невибагливий однорічний польовий бур'ян терофіт, що часто зустрічається серед посівів злакових. Стебло — соломина висотою 0,8-1,5 м, завершена розлогою волоттю.

## Поширення та середовище існування
Зростає по всій Європі, у Західному Сибіру, Криму та на Кавказі.

## Практичне використання
В Англії та Франції його культивують на вересняках та пісках як кормову рослину. У Шотландії і тепер зерно вівсюга іноді використовують в їжу. У скандинавських країнах вживали як дику хлібну рослину для приготування всіляких каш, борошняних киселів, юшок, соусів.
Вирощується в Південній Америці для корму тваринам через його високу поживну цінність і продуктивність.

## Галерея

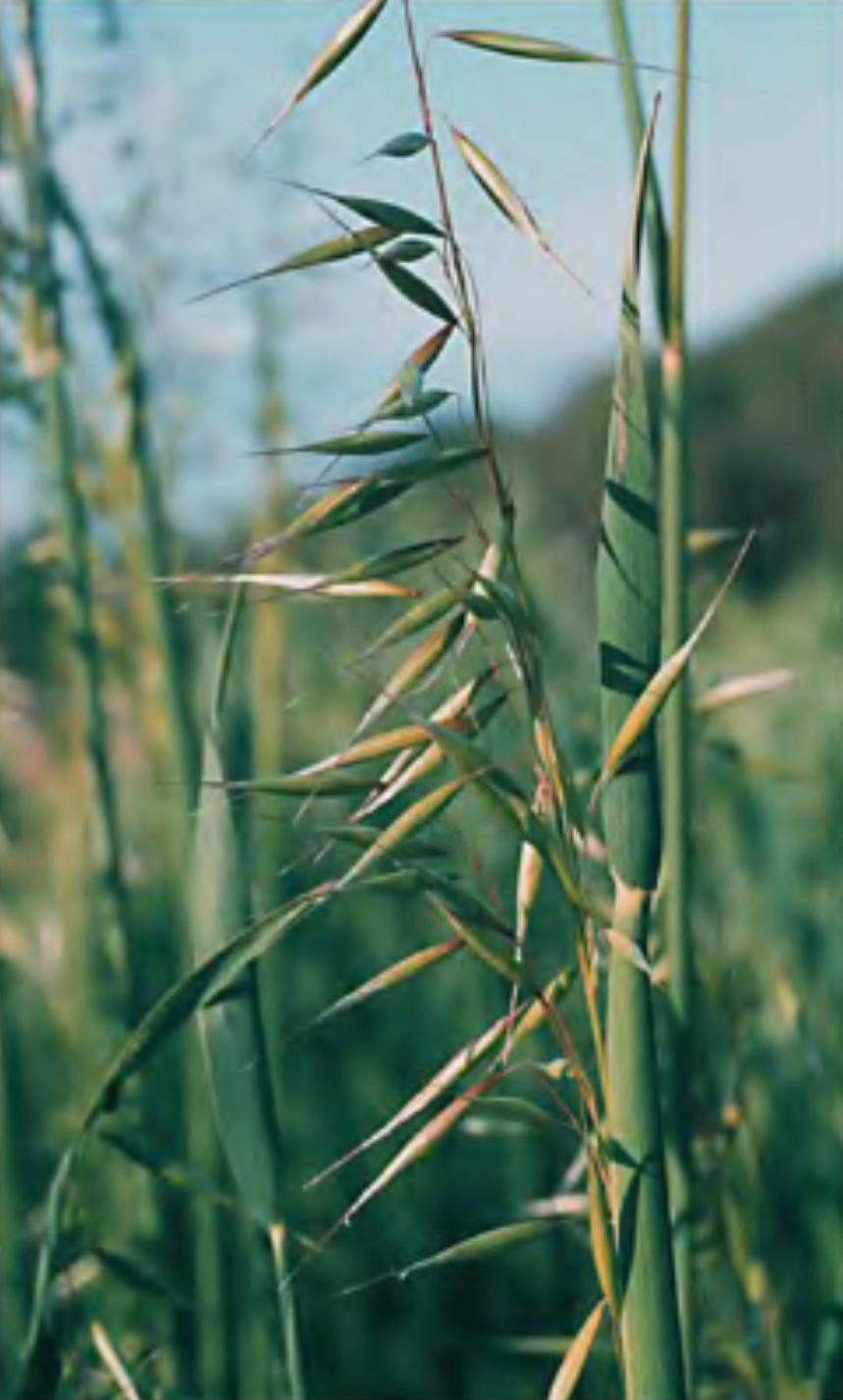
Волоть
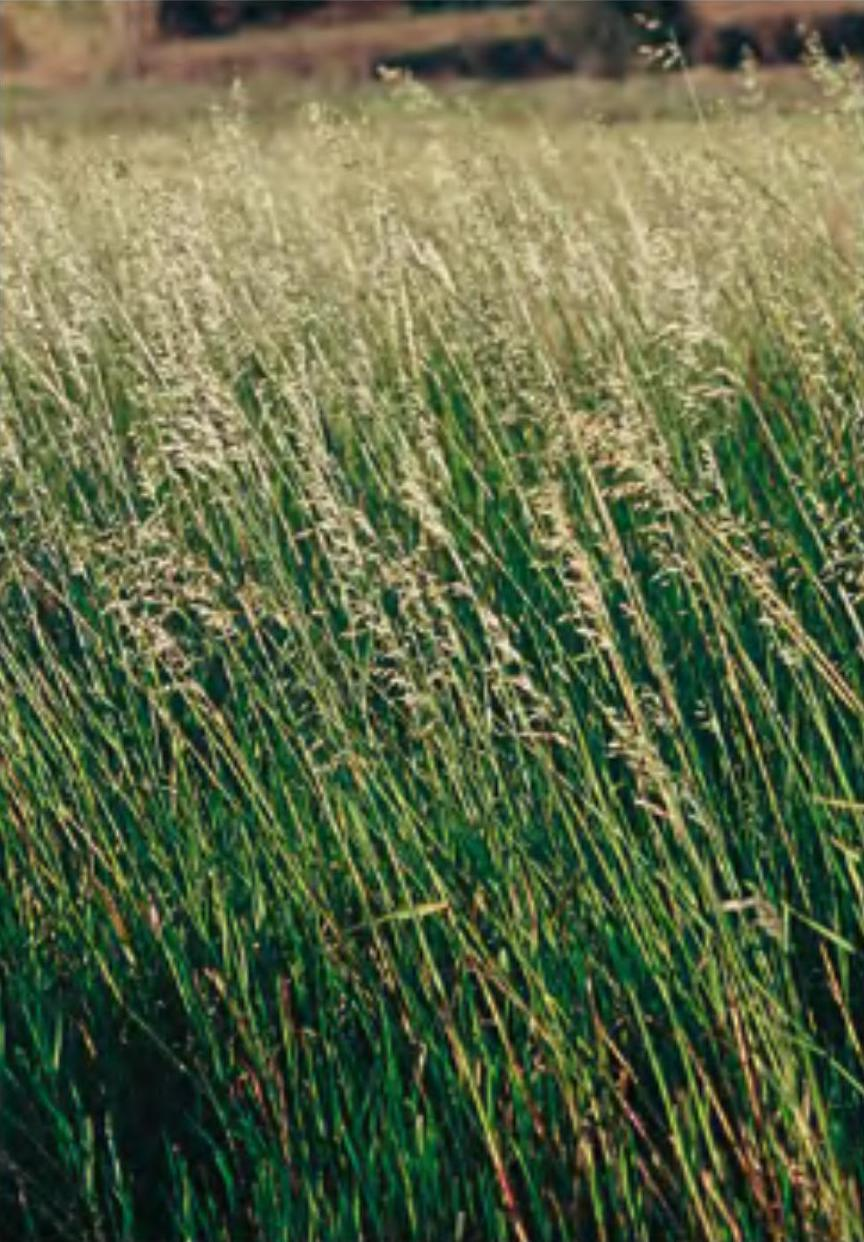
Зарості
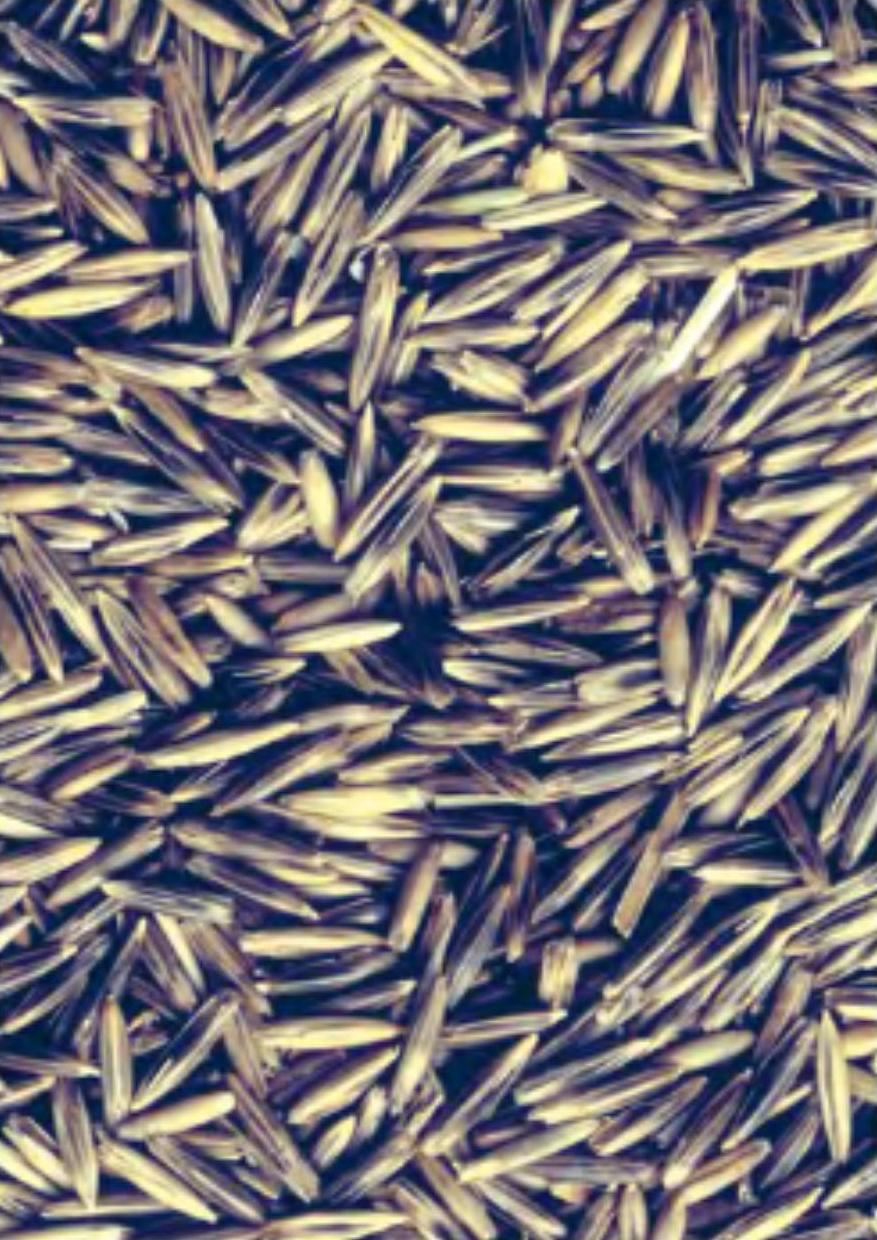
Насіння